# 後藤英一
後藤 英一（ごとう えいいち、1931年1月26日 - 2005年6月12日）は、日本の物理学者・計算機科学者。東京大学名誉教授。
磁気による論理演算回路素子のパラメトロンを発明。数式処理の分野でも業績を上げる。紫綬褒章受章。

## 功績
理化学研究所では特許を100近く出願したという。理研の物理学部門では特許収入が首位との事である。さまざまな原理は勉強したが、その原理がコンピュータにどう使われているかは勉強しなかったと語る。
年度が判明しているもの
- 1952年頃、TAC (コンピュータ)の開発に関わる。ただし非常に難産で数年かかっても動く見込みがなく、途中で後藤はTACの開発から離れる。TAC自体はその後に稼動に成功した。
- 1954年、東京大学理学部高橋秀俊研究室に大学院生として研究中にパラメトロンを発明。パラメトロン関連の功績については「パラメトロン」を参照。
- パラメトロン計算機に関する研究開発を継続する傍ら、エサキダイオードの高速なスイッチング性能に着目して、1959年ゴトーペアと呼ばれる高速論理素子を開発。
- 1960年代後半にワイヤーメモリを発明、日立製作所のHITAC 8700が採用。
- 多くの特許の中でヒットしたものは、主任になってからの1979年に開発した、可変断面積電子ビーム露光法 ぐらいであったという。それまで集積回路を製造するためのマスクはパターンを電子線の点ビームで描画をしていたが、矩形ビームで描画をすることで作業が高速化された。日本電子などで使われている。

年度不明
- プログラミング言語LISP処理系にハッシングを持ち込んで高速検索機能を有する、HLispとHLisp用の専用マシンFlatsを開発した。
- 多項式の掛け算の最速アルゴリズムを発見。
- コンピュータの分野以外にも、ポール・ディラックの原論文に触発されて磁気モノポールの探索研究を行う。
- 理化学研究所において2重偏向方式の高精度ブラウン管の研究なども行った。
- 晩年に開発に打ち込んでいたのがヘリウム冷凍機で、「フロンを使う通常の冷蔵庫の二倍程度の値段でこれが作られたら、超伝導がより簡単にできる」が主張。ジョセフソン素子や自身の発明した磁気量子パラメトロンなど、超伝導を利用したコンピュータの製造では一番高価なのが超低温を維持するための冷凍機だからである。
- 三角関数の高速処理技術。理研から情報処理学会に論文を提出したという。

これらの研究業績により1989年4月に紫綬褒章を受章した他、多数の受賞歴がある。ただし後藤自身は「半導体製造のための貢献で紫綬褒章をもらったが、半導体のために仕事をした事なんてない（笑）」と語る。

## 略歴
- 1950年3月 - 旧制成蹊高等学校理科甲類卒業
- 1953年
  - 3月 - 東京大学理学部物理学科（旧制）卒業
  - 4月 - 東京大学理学部大学院（旧制）に入学、研究に専念（1958年3月修了）
- 1958年 - 東京大学理学部助手
- 1959年
  - 東京大学理学部助教授。
  - 朝日賞受賞(パラメトロンの研究)
- 1962年 - 理学博士（東京大学(論文博士)。パラメトロン計算機の研究。)
- 1964年 - 情報処理学会理事
- 1968年 - 理化学研究所情報科学研究室主任研究員（非常勤）
- 1970年 - 東京大学理学部教授(1991年3月退官。同年名誉教授)
- 1971年 - 情報処理国際連合 (IFIP) 副会長
- 1987年4月 - 東京大学大型計算機センター長（1991年3月まで）
- 1989年 - 紫綬褒章受章(可変面積型高性能電子ビーム露光システムの開発)
- 1991年
  - 神奈川大学理学部教授（物理学）
  - 理化学研究所特別研究員（非常勤）

## エピソード他
- 15歳からラジオ製作を始めている。スイープジェネレーターを自作したほか、フェライトの飽和現象を操っており、この時のフェライトの経験が、パラメトロンにつながる。
- 外国人研究者に「私はこの分野で後藤という名前の日本人を3人知っている。パラメトロンの後藤、ゴトーペアの後藤、磁気モノポールの後藤。お前はそのうちのどれか？」と尋ねられたため、「そのすべてだ」と答えた、というエピソードは、後藤英一を一言で物語るものとしてよく引き合いに出される[1]。
- 多項式の乗算の高速アルゴリズムや、HLispのアプリケーションとして想定するなど、数式処理の研究発展にも関与した。『計算機屋かく戦えり』のインタビュー中にも「ウルフラムってのはおそろしく頭のいいやつだな」等と（数式処理システムのMathematica[2]に）言及があったという。なお後藤自身は、作者のアンソニー・C・ハーンと知り合いでREDUCE派とのこと。
- また、同じインタビュー中で独創性について尋ねられると、自分はたまたま、あれこれ自分でこしらえるのが好きだったが、日本人はオリジナリティはなくても「デベロップメント」していいものを安く売るのが得意で、それも大切なことだから、改めようとして「角をためて牛を殺す」ことはない、と答えている。
- 「構造化プログラミングのためgoto文を取り除こう（goto文#goto文論争）」というテーマが、計算機科学界で1970年頃話題になったのだが、ドナルド・クヌースの "Structured Programming with go to Statements" の§1の冒頭の記述によれば、クヌースが1971年のIFIPのコングレスで後藤に会った際、「このごろ、よく除去されて困る」と（冗談を）言っていた、という。
- 東京都渋谷区出身。1970年代からは神奈川県藤沢市に住んでいた